# محمد بولدینی
محمد بولدینی (انگلیسی: Mohamed Bouldini؛ زادهٔ ۲۷ نوامبر ۱۹۹۵) بازیکن فوتبال اهل مراکش است که در حال حاضر برای باشگاه فوتبال دپورتیوو لا کرونیا بازی می‌کند. 
از باشگاه‌هایی که در آن بازی کرده است می‌توان به باشگاه فوتبال آکادمیکا، باشگاه فوتبال فوئنلابرادا، باشگاه فوتبال لوانته، باشگاه ورزشی اولیویرنسه، باشگاه فوتبال سانتا کلارا، باشگاه فوتبال دپورتیوو لا کرونیا، و باشگاه فوتبال الرجا کازابلانکا اشاره کرد.